# ترنر (کانزاس)
ترنر، کانزاس (به انگلیسی: Turner, Kansas) یک منطقهٔ مسکونی در ایالات متحده آمریکا است که در کانزاس واقع شده‌است.

## خصوصیات
ترنر ۲۵۳ متر بالاتر از سطح دریا واقع شده‌است.